# Paul Burgess
Paul Burgess (Perth, 14 agosto 1979) è un astista australiano, uno dei pochi atleti al mondo ad aver saltato la misura dei 6 metri.

## Biografia
Fa parte del ristretto club dei 6 metri. In carriera vanta due medaglie d'argento ai Giochi del Commonwealth.
Ha partecipato a tre edizioni dei Giochi olimpici, ove ha curiosamente sempre saltato la misura di 5,55 m, ma raggiungendo la finale solo ad Atene 2004 , finale invece mai raggiunta ai Mondiali.
L'atleta non gareggia dal 2009 a causa di un infortunio, superati i 30 anni un suo rientro alle competizioni è al momento improbabile, tanto che a fine 2010 lo stesso atleta aveva annunciato il suo ritiro .

## Progressione
| Stagione | Risultato | Luogo    | Data       | Rank. Mond. |
| -------- | --------- | -------- | ---------- | ----------- |
| 2009     | 5,70 m    | Perth    | 11-1-2009  | 17º         |
| 2007     | 5,91 m    | Perth    | 7-1-2007   | 2º          |
| 2006     | 5,92 m    | Mannheim | 8-7-2006   | 3º          |
| 2005     | 6,00 m    | Perth    | 25-2-2005  | 1º          |
| 2004     | 5,77 m    | Perth    | 17-7-2004  | 20º         |
| 2003     | 5,70 m    | Perth    | 30-12-2003 | 34º         |
| 2002     | 5,75 m    | Perth    | 10-5-2002  | 13º         |

## Palmarès
| Anno | Manifestazione  | Sede    | Evento           | Risultato | Prestazione | Note |
| ---- | --------------- | ------- | ---------------- | --------- | ----------- | ---- |
| 2000 | Giochi olimpici | Sydney  | Salto con l'asta | 16º       | 5,55 m      |      |
| 2004 | Giochi olimpici | Atene   | Salto con l'asta | 11º       | 5,55 m      |      |
| 2007 | Mondiali        | Osaka   | Salto con l'asta | 21º (q)   | 5,40 m      |      |
| 2008 | Giochi olimpici | Pechino | Salto con l'asta | 16º       | 5,55 m      |      |

## Altre competizioni internazionali
2006
- Oro alle IAAF World Athletics Final ( Stoccarda), salto con l'asta - 5,82 m [3]

2007
- Bronzo al Melbourne Track Classic ( Melbourne), salto con l'asta - 5,50 m